# Raniji Qin
Raniji Qin (kineski: 前秦, pinyin: Qiánqín; 351. – 394.) je bila sjeverna kineska država, poznata kao jedno od Šesnaest kraljevstava. Osnovala ju je obitelj Fu, koja je pripadala narodu Di, a pod njenim je vodstvom 376. godine ujedinjena Sjeverna Kina. Glavni grad joj je, sve do smrti Fu Jiāna bio drevna carska prijestolnica Xi'an. Usprkos imena, nije imala nikakvih državnopravnih veza s drevnom državom Qin i po njoj nazvanoj carskom dinastijom. Naziv „raniji” su joj dali kineski povjesničari zato da bi je mogli razlikovati od države „Kasniji Qin” (384. – 417.).
Raniji Qin se sredinom 370-ih nametnula kao najmoćnije od svih kraljevstava Wu Hu na sjeveru Kine te je ozbiljno ugrožavalo dinastiju Jin na jugu zemlje. Pokušaj Ranijeg Qina da je sruši i tako ponovno ujedini Kinu pod svojom vlašću je međutim završio teškim porazom na rijeci Fei 383. nakon čega su slijedili ustanci pokorenih naroda i smrt cara Fu Jiāna nakon koga je država svedena na dva odvojena dijela; prvi u današnjem Taiyuanu u provinciji Shanxi su godine 386. osvojila plemena Xianbei države Kasniji Yan i Dingling. Drugi dio, na granici današnjih provincija Shaanxi i Gansu se održao sve dok ga 394. nisu pokorile države Zapadni Qin i Kasniji Qin.

## Vladari Ranijeg Qina
| Hramsko ime                             | Postumno ime             | Prezime i ime            | Duljina vladavine     | Prijestolno ime i duljina trajanja                                                                       |
| --------------------------------------- | ------------------------ | ------------------------ | --------------------- | --- |
| Konvencionalno kineski: prezime, pa ime |                          |                          |                       | |
| Gaozu (高祖 Gāozǔ)                      | Jingming (景明 Jǐngmíng) | Fu Jiàn (苻健 Fú Jiàn)   | 351. – 355.           | Huangshi (皇始 Huángshǐ) 351. – 355.                                                                     |
| nema                                    | King Li (厲王 Lìwáng) ¹  | Fu Sheng (苻生 Fú Shēng) | 355. – 357.           | Shouguang (壽光 Shòuguāng) 355. – 357.                                                                   |
| Shizu (世祖 Shìzǔ)                      | Xuanzhao (宣昭 Xuānzhāo) | Fu Jiān (苻堅 Fú Jiān)   | 357. – 385.           | Yongxing (永興 Yǒngxīng) 357. – 359. Ganlu (甘露 Gānlù) 359. – 364. Jianyuan (建元 Jiànyuán) 365. – 385. |
| nema                                    | Aiping (哀平 āipíng)     | Fu Pi (苻丕 Fú Pī)       | 385. – 386.           | Taian (太安 Tàiān) 385. – 386.                                                                           |
| Taizong (太宗 Tàizōng)                  | Gao (高 Gāo)             | Fu Deng (苻登 Fú Dēng)   | 386. – 394.           | Taichu (太初 Tàichū) 386. – 394.                                                                         |
| nema                                    | Houzhu (後主 Hòuzhǔ)     | Fu Chong (苻崇 Fú Chóng) | nekoliko mjeseci 394. | Yanchu (延初 Yán Chū) 394.                                                                               |

¹ Fu Sheng was posthumously given the title "wang" even though he had reigned as emperor.